# Août 2025
Cette page présente les faits marquants du mois d'août 2025.

## Événements
- 11 juillet au 3 août : championnats du monde de natation à Singapour[1].
- 30 juillet au 3 août : 33e édition des championnats d'Europe de beach-volley en Allemagne[2].
- 1er août : Donald Trump ordonne le déploiement de deux sous-marins nucléaires près de la Russie, en réaction à des commentaires « incendiaires » de l'ancien président russe Dmitri Medvedev[3].
- 2 au 3 août : 29e édition des championnats du monde de BMX au Danemark[4].
- 3 août :
  - au moins 96 personnes meurent dans le naufrage d'un bateau transportant environ 200 migrants, en majorité éthiopiens, au large du gouvernorat d'Abyan, au Yémen[5] ;
  - 5 mineurs  meurent dans l'effondrement de la mine de cuivre souterraine d'El Teniente, dans le sud du Chili[6] ;
  - au moins 33 Palestiniens sont tués par des tirs israéliens, alors qu'ils cherchaient de la nourriture, dans la bande de Gaza[7].
- 5 au 8 août :  dans l'Aude en France, un feu de forêt dans le massif des Corbières brûle 16 000 hectares de végétation ; une personne meurt et 13 sont blessées dont une grièvement touchée. C'est le plus important incendie jusqu’à présent depuis 1976 en France.
- 6 août :
  - un hélicoptère Harbin Z-9 de la Force aérienne du Ghana s'écrase dans la région Ashanti, les huit occupants dont les ministres de la défense et de l’environnement du Ghana sont morts[8] ;
  - un avion-cargo loué par les Émirats arabes unis, transportant 40 mercenaires colombiens accusés d'aider les Forces de soutien rapide (FSR) ainsi que du matériel militaire, est détruit par les forces armées soudanaises à l'aéroport de Nyala. Les autorités soudanaises annoncent que tous les occupants ont été tués[9].
- 7 au 17 août : 12e édition des Jeux mondiaux à Chengdu, en Chine[10].
- 8 août :
  - 33 militants talibans pakistanais sont tués par les Forces de sécurité, lors d'une opération nocturne dans le district de Zhob, au Pakistan[11] ;
  - à Washington, l'Arménie et l'Azerbaïdjan signent un accord pour mettre fin à leur conflit[12].
- 10 août : au moins 8 personnes sont tuées et 3 autres sont blessées lors d'une fusillade dans une boîte de nuit du canton de Santa Lucía, en Équateur[13].
- 11 août : au moins 40 personnes sont tuées et 19 autres sont blessées lors d'attaques menées par les Forces de soutien rapide contre un camp de déplacés à El Fasher, au Soudan[14].
- 12 août : l'équipe de l'avion solaire SolarStratos revendique le record absolu d'altitude en avion électrique et solaire piloté. Raphaël Domjan atteint l'altitude de 9 521 mètres dans les Alpes Suisses[15].
- 12 au 24 août : 31e édition du championnat d'Afrique masculin de basket-ball en Angola[16].
- 13 août : au moins 26 personnes meurent et une douzaine d'autres sont portées disparues après le naufrage d'un bateau transportant des migrants au large de Lampedusa, en Italie[17].
- 14 août - 15 août :
  - au moins 320 personnes, dont 307 dans la province de Khyber-Pakhtunkhwa, meurent dans des inondations provoquées par la mousson au nord du Pakistan, ce qui porte à plus de 600  le nombre de victimes dans le pays depuis le début de la mousson fin juin[18]. En Inde, le bilan de cette même mousson s'élève à au moins 60 morts et 80 disparus à Chisoti, dans le District de Kishtwar[19].
- 15 août :
  - échec du second cycle de négociations sur le traité international contre la pollution plastique à Genève[20] ;
  - sommet États-Unis-Russie en Alaska[21].
- 16 août : 6 personnes meurent dans le crash d'un avion Antonov An-2 Colt près de Kisangani, en République démocratique du Congo[22]. L'appareil réalisait un vol de certification, après avoir été vendu par la compagnie aérienne Air Kasaï[22].
- 17 août :
  - élections générales en Bolivie[23] ;
  - au moins 7 personnes, dont 5 enfants âgés de 2 à 15 ans, meurent et plusieurs autres sont blessées dans des crus soudaines et des glissements de terrain dans le district de Kathua, en Inde[24] ;
  - plus de 40 personnes sont portées disparues dans le naufrage d'un bateau transportant 50 personnes vers un marché populaire dans l'État de Sokoto, au Nigeria[25].
- 18 août : sommet Trump-Zelensky à Washington, en présence de chefs d'État et de gouvernement européens, pour des négociations sur la fin de la guerre russo-ukrainienne[26].
- 19 août :
  - annonce de la découverte de S/2025 U 1, le vingt-neuvième satellite naturel d'Uranus connu[27] ;
  - au moins 27 personnes sont tuées et plusieurs autres sont blessées lors d'une fusillade de masse perpétrée par des bandits dans une mosquée de Malumfashi, au Nigeria[28].
- 20 au 24 août : 41e édition des championnats du monde de gymnastique rythmique à Rio de Janeiro.
- 22 août : début de la 10e édition de la Coupe du monde féminine de rugby à XV en Angleterre.
- 29 août : élections législatives aux Samoa.